# Acanthodii
Classe
Ordres de rang inférieur
- Climatiiformes
- Ischnacanthiformes
- Acanthodiformes

Les acanthodiens, ou Acanthodii (du grec ἄκανθα [akantha], épine), sont une classe de poissons aujourd'hui éteinte, possédant à la fois des caractères des poissons osseux (Osteichthyes) et des poissons cartilagineux (Chondrichthyes).  Ils sont, semble-t-il, apparus au Silurien supérieur (430 Ma) et se sont éteints au Permien inférieur (270 Ma). Ils représentent plusieurs branches phylogénétiques indépendantes de poissons menant aux Chondrichthyes encore existants.

## Caractéristiques
Les premiers acanthodiens étaient exclusivement marins, mais les espèces du Dévonien d'eau douce sont devenues prédominantes. Ils se sont distingués à deux égards : ce sont les premiers vertébrés à mâchoire connus, et ils possèdent des petites épines ventrales pour soutenir leurs ailerons (comme l'aileron dorsal d'un requin).

Selon une récente étude, ils se sont révélés être paraphylétiques.
Les acanthodiens étaient de petits poissons (taille inférieure à 50 cm). Leurs corps étaient recouverts d'écailles osseuses en forme de losanges et leur tête de nombreuses plaques osseuses de formes irrégulières.

## Liste des familles et ordres
Selon BioLib (10 juin 2019) :
- ordre Acanthodiformes Berg, 1940 †
- ordre Climatiiformes Berg, 1940 †
- ordre Ischnacanthiformes †
- famille Machaeracanthidae Burrow & Young, 2005 †

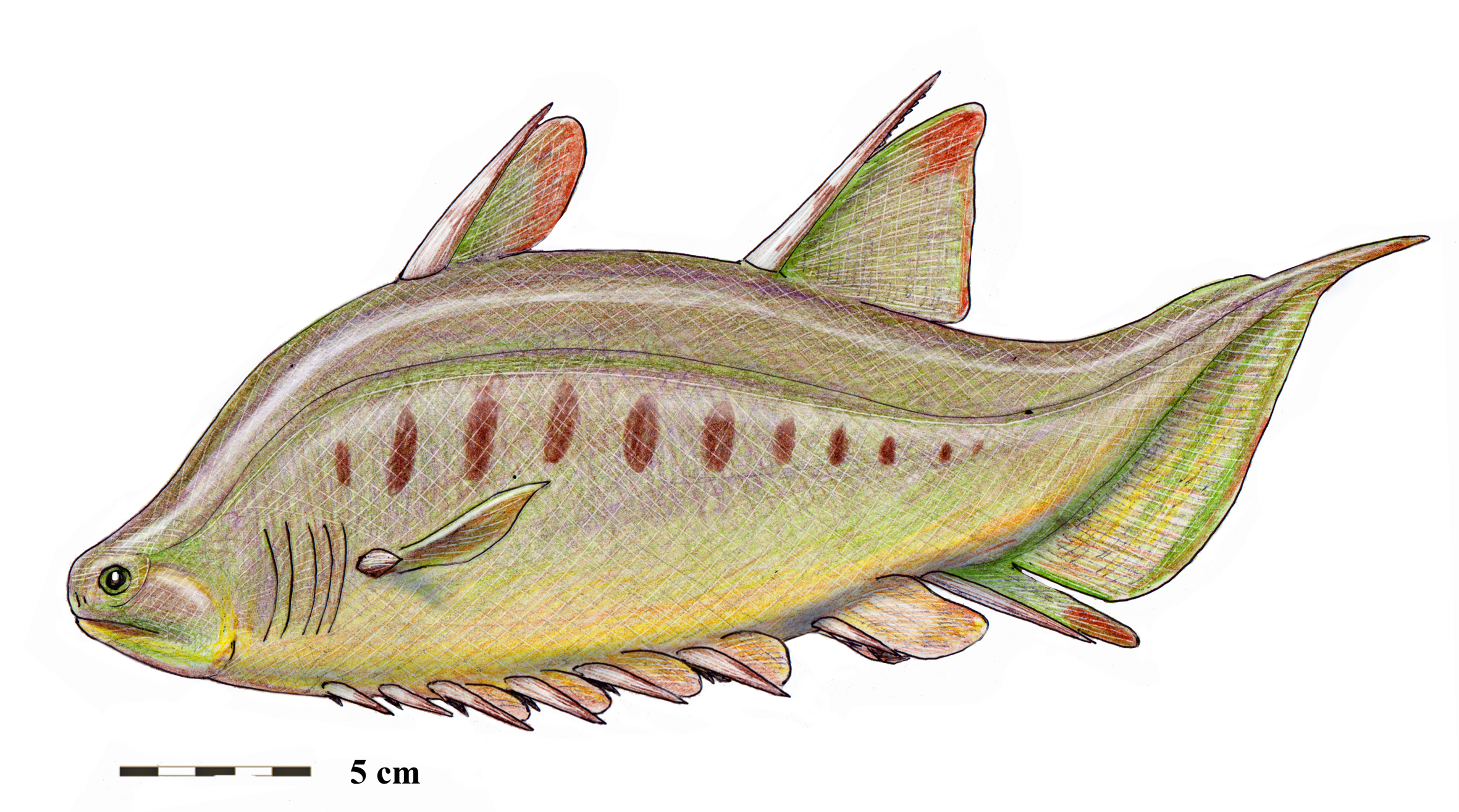
Brochoadmones sp.
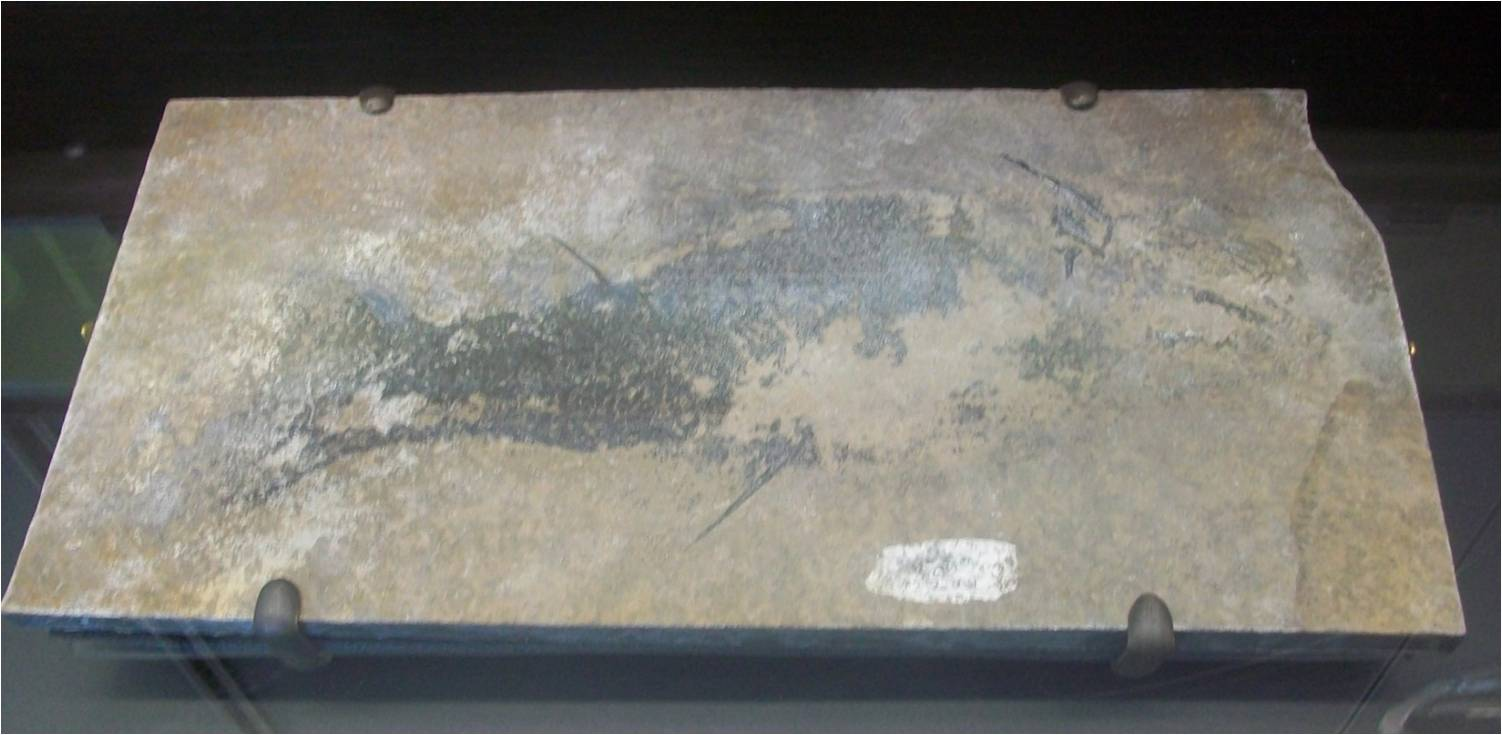
Cheiracanthus
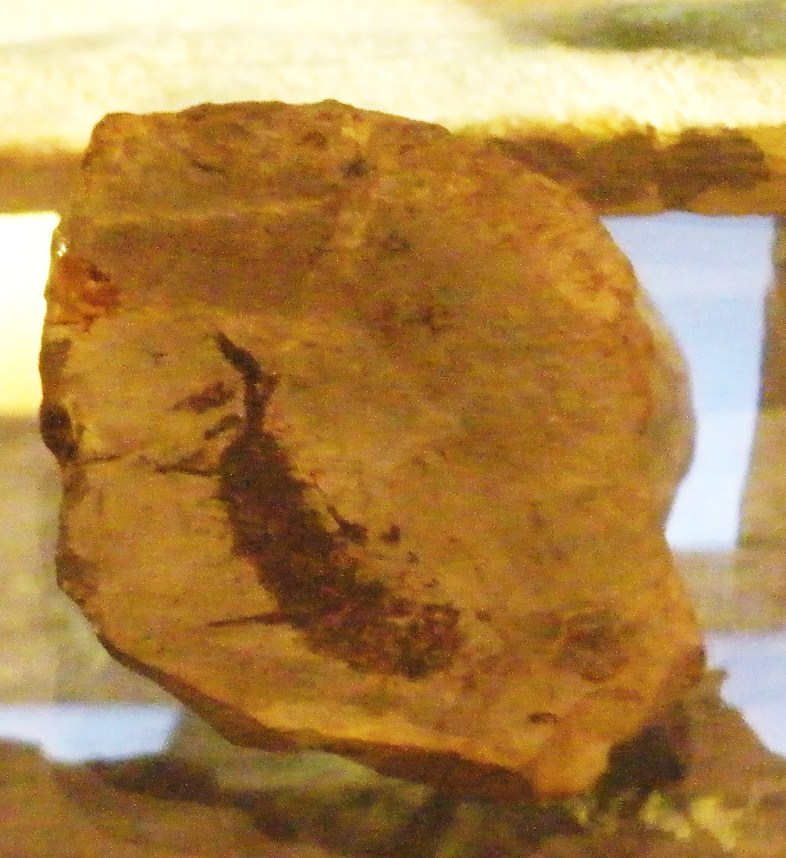
Diplacanthus crassissimus
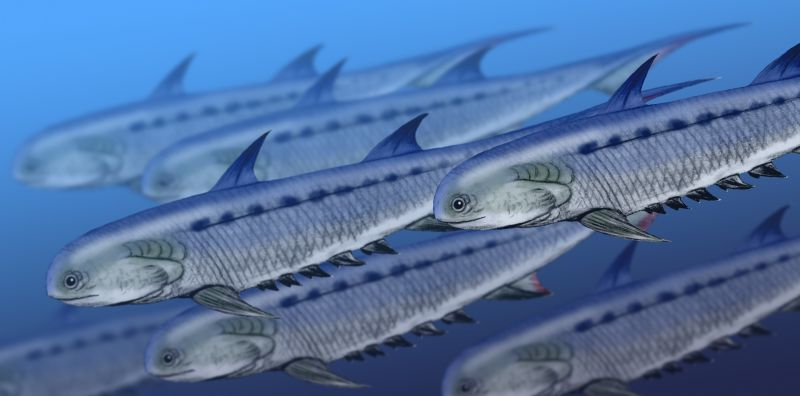
Climatius sp.
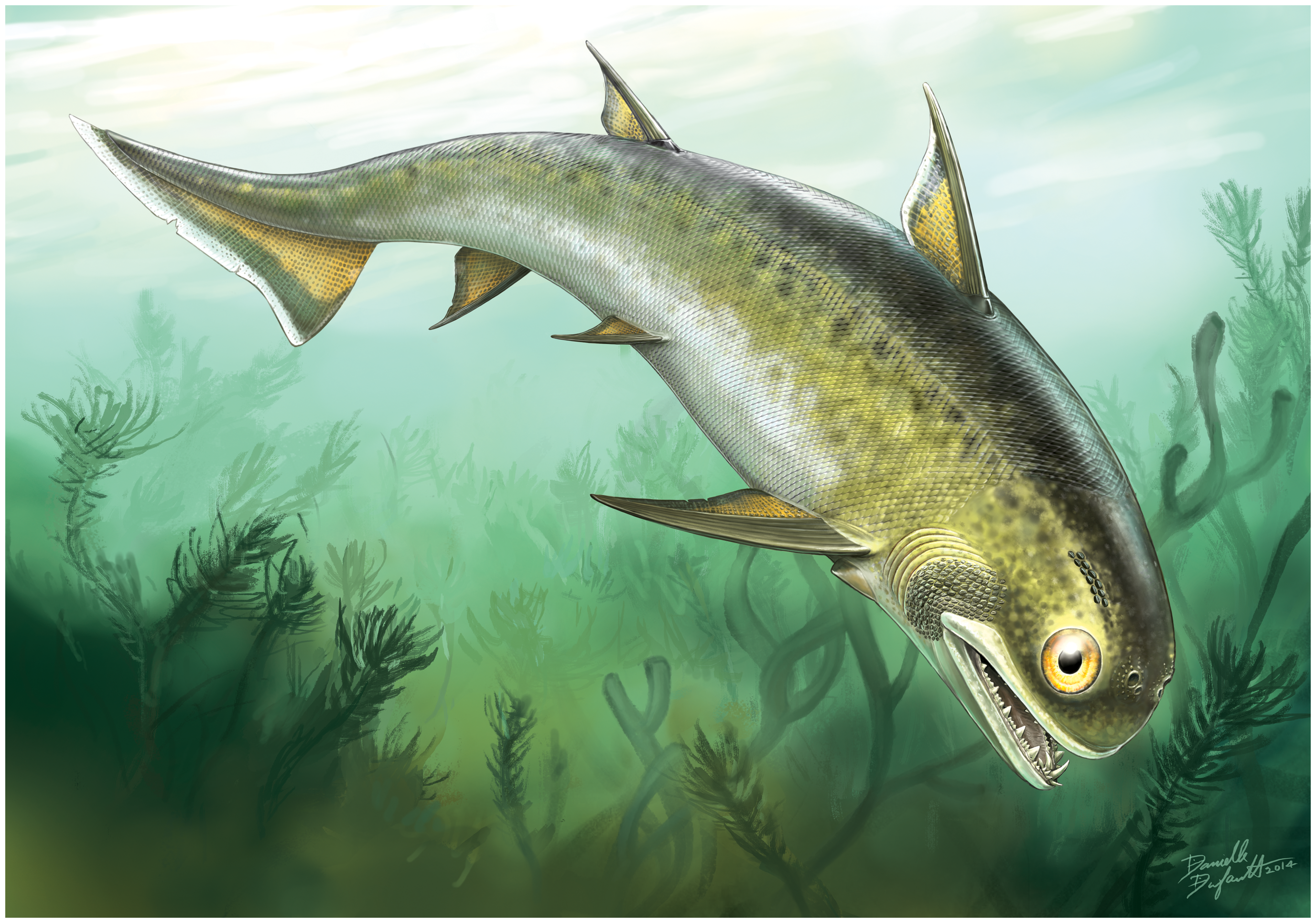
Nerepisacanthus sp.